# Paty Sirvent
Patricia Sirvent Bartón (Ciudad de México, 3 de junio de 1983) conocida como Paty Sirvent, es una cantante mexicana, es conocida por ser exintegrante del grupo mexicano Jeans. Actualmente es solista del género música infantil y vive en México.

## Biografía
Nació el 3 de junio de 1983 en la Ciudad de México. Es la hija menor de Patricia Barton y del productor musical Alejandro Sirvent. Es también hermana de Álex Sirvent, mayormente conocido en los años 90 por ser integrante del grupo Mercurio.

### Inicios
Patricia dio sus primeros pasos en la música a finales de 1995, cuando, con tres amigas más (Angie, Litzy y Tábatha), fundó el grupo musical Jeans, el cual un año después saltó a la fama a nivel nacional. Considerada por muchos como una joven muy talentosa, Paty se vio en el ojo del huracán al ser la única integrante original y sobreviviente en toda la historia del grupo Jeans en medio de los constantes desacuerdos, conflictos y cambios de integrantes, debido a que es hija de Alejandro Sirvent, creador y dueño del grupo, acusado de ser un manipulador y darle siempre preferencia a su hija.

### Jeans (1994-2008)
El sueño de integrar a cinco jóvenes en un grupo musical se concretó aproximadamente en septiembre de 1994, pero fue dos años más tarde cuando se dio a conocer en la escena nacional con el tema Pepe, que fue un éxito a finales de 1996 e inicios de 1997.
Patricia fue la artífice y piedra angular de Jeans, aunque ha tenido que lidiar con los problemas internos y externos del mismo hasta la fecha.

### Sirvent como conductora deradio
El 3 de abril de 2006 Paty se integró al equipo de conductores de la estación Radio Variedades, y desde septiembre de ese año condujo la revista informativa Hoy diario, en donde logró hacer mancuerna con la titular Estefanía Villa Roiz. Permaneció en la emisión hasta noviembre, cuando decidió atender otros compromisos de trabajo.

### Patylú (2009)
El 14 de marzo de 2009, en el teatro Aldama de la Ciudad de México, Patricia, bajo el nombre artístico de Patylú, presentó oficialmente su disco de corte infantil como solista. El material se tituló La casita de Patylú, y obtuvo un 80% de audiencia en su presentación, con respecto a la capacidad total del teatro.
De este material se desprendió el sencillo La vaca Tomasa, cuyo videoclip estuvo a cargo de la compañía Spirograma y consistió en una mezcla de escenarios virtuales con la figura de la cantante en interacción con ellos. 
El CD La casita de Patylú se grabó en Italia con la producción ejecutiva de Alejandro Sirvent Cámara, padre y mánager de Paty. Contó con la producción de Alberto Mantovanni y la remasterización de Marco Morsati.

### Vida personal y regreso al espectáculo
Paty contrajo matrimonio en 2010 con el político César Nava Vázquez, del Partido Acción Nacional (PAN).
Después de su matrimonio, Paty lanzó al mercado, de forma en línea, su disco Los cuentos de Patylú, desprendiéndose el sencillo Un gran verano, primer y último sencillo a promocionar, ya que en meses posteriores al lanzamiento hizo público su embarazo.
Actualmente tiene una niña que se llama Inés. En su plano musical, promocionó su segundo disco Los cuentos de Patylu y su sencillo Chino el pez.
En octubre de 2014 regresó a los escenarios con una gira con la tienda de Liverpool y Mustela para promocionar su más reciente disco Mejores amigos y sus sencillos Patos al agua y Mousie.

## Discografía

### Jeans
| Álbumes de estudio - 1996 - Jeans (EMI) - 1998 - ¿Por qué disimular? (EMI) - 1999 - //:Tr3s.Jeans (EMI). - 2001 - Cuarto para las cuatro (BMG) - 2004 - Ammore! (Univisión Music) - 2006 - Porque soy libre (Independiente) Álbum en vivo - 2008 - El adiós de Jeans en vivo (Independiente). | Álbum recopilatorio - 2001 - Lo mejor de Jeans (EMI). - 2002 - 2x1 (EMI). - 2007 - Jeans gift pack (EMI). Álbum de versiones gruperas - 2003 - Cuarto para las cuatro (Volumen 2) (BMG) Álbumes especiales - 2005 - Ammore! (Univisión Music) CD+DVD - 2007 - Jeans, doce años |

### Solista
- 2009 - La Casita de Patylu
- 2011 - Los Cuentos de Patylu
- 2014 - Mejores Amigos
- 2015 - Navidad
- 2017 - Miss Patylú Vol. 1